# 風水嵯峨
風水 嵯峨（かざみ さが、1963年7月21日 - 2007年6月28日）は日本の作曲家。

## 略歴
、を元に記載。
6歳頃：ピアノを習おうとするも、体力的に無理だと医者に言われ、電子オルガンを習い始める。
小学生高学年頃：シンセサイザー「GX-1」に興味を持ち、シンセサイザーを触り始める。
高校生頃：欲しいシンセサイザーが100万円を越す値段だったこともあり、ギターを弾き始める。主にフュージョンをやり、レパートリーはKYLYN BANDやウェザー・リポートの曲。
高校卒業後：自宅から50mぐらいのところに録音スタジオが出来、録音の手伝いやミキサーのアルバイトを始めるとともに予備校に通う。また同時に社会人バンドでジャズをやる。この頃のお気に入りはビル・エヴァンス、ジム・ホール。またジャズの流れからキース・ジャレットやパット・メセニーを知り、聴き始める。
大学生頃：そのうちスタジオ関係者に作曲できることを知られ、イベントなどの曲を制作するようになる。
20歳頃：近所のジャズ喫茶に入り浸り、一回り近く年の離れた知り合いから、学生運動やヒッピーなどの1970年代の話や音楽論等の話を酌み交わす。その後、ハミングバードソフトに入社。
30歳前後：約7年勤めたハミングバードソフトを退社・独立し、以降ゲームやイベント用音楽の制作に携わる。
1999年2月1日：ホームページ開設
2007年6月28日：死去。享年43歳。

## 関わったゲーム作品
- ラプラスの魔(X68000版) - 実質的なデビュー作。1990年12月発売。原曲はPC-8800シリーズ版の小坂明子だが、小坂の許諾を得た上で大胆な編曲を行っている。
- ロードス島戦記II－五色の魔竜－(PC9801版、X68000版)
- パラケルススの魔剣(PC9801版)
- ロードス島戦記「灰色の魔女」(Windows版、FM-Towns版)
- たたかえ!プリンセス
- 久遠の絆
- 久遠の絆 再臨詔
- 風雨来記
- MISSING PARTS the TANTEI STORIES（編曲・監修）
- Rim Runners
- 風雨来記2
- ガジェット（BLACKRAINBOW の18禁ゲームソフト）
- セラフィム・スパイラル
- 風雨来記3（没後、『風雨来記』の楽曲を使用）
- 風雨来記4（同上）